# Tortella inflexa
Tortella inflexa är en bladmossart som beskrevs av Brotherus 1902. Tortella inflexa ingår i släktet kalkmossor, och familjen Pottiaceae. Inga underarter finns listade i Catalogue of Life.